# Danny Sonner
Daniel James Sonner, detto Danny (Wigan, 9 gennaio 1972), è un ex calciatore nordirlandese, di ruolo centrocampista.